# Nadleśnictwo Prudnik
Nadleśnictwo Prudnik – jednostka organizacyjna Lasów Państwowych podległa Regionalnej Dyrekcji Lasów Państwowych w Katowicach. Siedziba Nadleśnictwa znajduje się w Prudniku. Podzielone jest na 2 obręby i 14 leśnictw. Administracyjnie obejmuje obszar 17 gmin w 5 powiatach.

## Opis

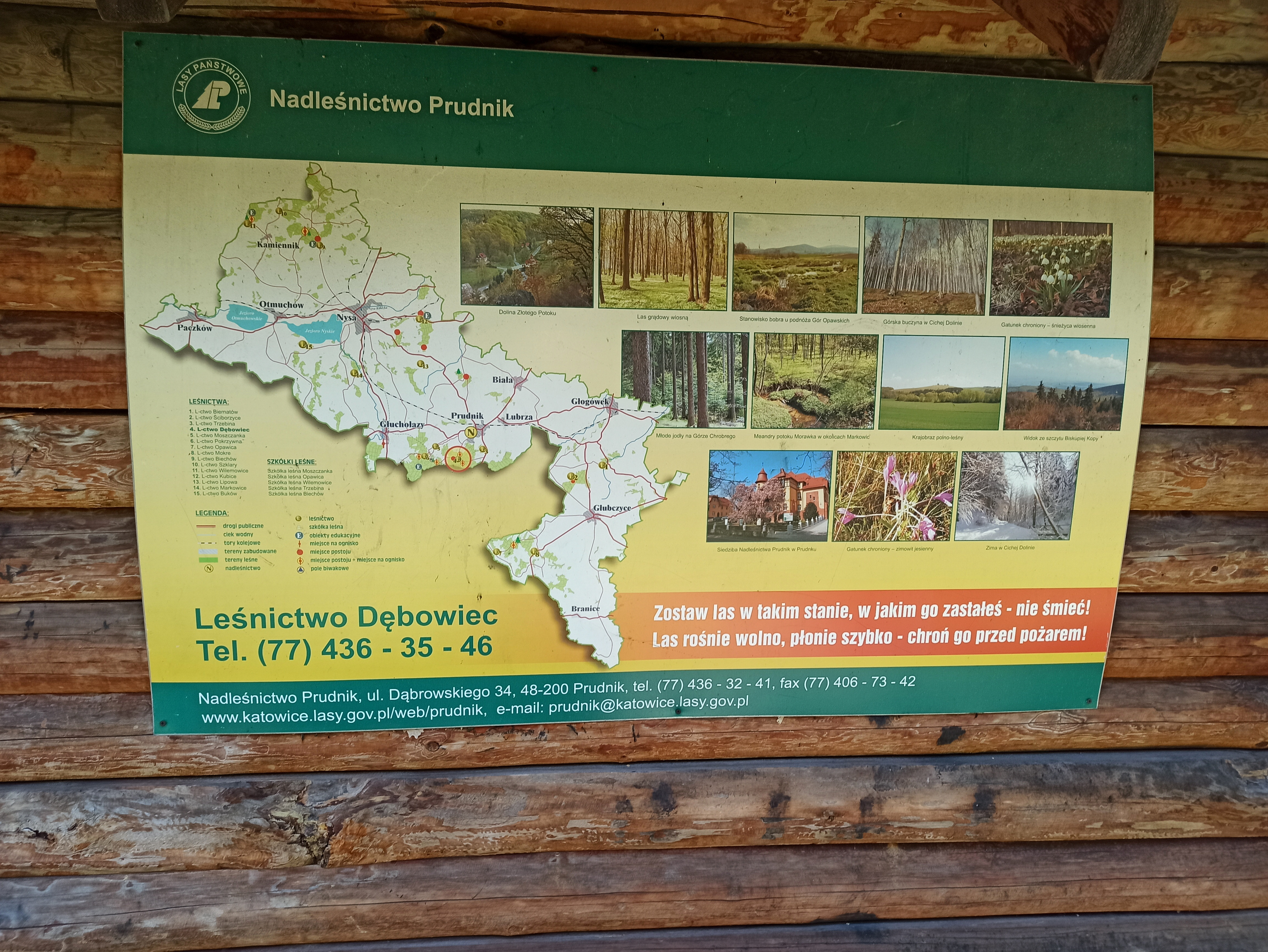
Tablica informacyjna z mapą nadleśnictwa

Jest to jedno z największych nadleśnictw w Polsce pod względem zasięgu terytorialnego (1800 km²). Stanowi najdalej na zachód wysuniętą i największą powierzchniowo jednostkę RDLP w Katowicach. Lasy Nadleśnictwa Prudnik położone są w całości na terenie województwa opolskiego, w jego południowej części. Nadleśnictwo obejmuje obszar 17 gmin: Prudnik, Biała, Lubrza, Głogówek, Korfantów, Głuchołazy, Nysa, Otmuchów, Paczków, Pakosławice, Kamiennik, Skoroszyce, Łambinowice, Pawłowiczki, Grodków, Głubczyce i Branice, w powiatach: prudnickim, nyskim, kędzierzyńsko-kozielskim, brzeskim i głubczyckim. Terytorialnie pod nadleśnictwo należą tereny miast Paczków, Otmuchów, Nysa, Głuchołazy, Prudnik, Biała, Głogówek i Głubczyce, jednakże jedynie Prudnik, Otmuchów i Głuchołazy posiadają lasy w swoich granicach administracyjnych.
Obszar nadleśnictwa obejmuje następujące mezoregiony: Równinę Grodkowską, Równinę Wrocławską, Dolinę Nysy Kłodzkiej, Równinę Namysłowską, Płaskowyż Głubczycki, Góry Opawskie, Przedgórze Paczkowskie i Obniżenie Otmuchowskie. Ze względu na wysoką jakość gleb i rolniczą działalność człowieka w regionie, udział lasów w zasięgu terytorialnym Nadleśnictwa Prudnik wynosi 10%. Na terenach przez nie zarządzanych znajduje się 287 kompleksów leśnych. Od 1998 powierzchnia lasów w nadleśnictwie zwiększyła się o ponad 2000 ha.
W skład Nadleśnictwa Prudnik wchodzi 14 leśnictw w dwóch obrębach:
- obręb Prudnik:
  - leśnictwo Dębowiec
  - leśnictwo Mokre
  - leśnictwo Moszczanka
  - leśnictwo Opawica
  - leśnictwo Pokrzywna
  - leśnictwo Ściborzyce
  - leśnictwo Trzebina
- obręb Szklary:
  - leśnictwo Biechów
  - leśnictwo Buków
  - leśnictwo Kubice
  - leśnictwo Lipowa
  - leśnictwo Markowice
  - leśnictwo Szklary
  - leśnictwo Wilemowice

## Historia

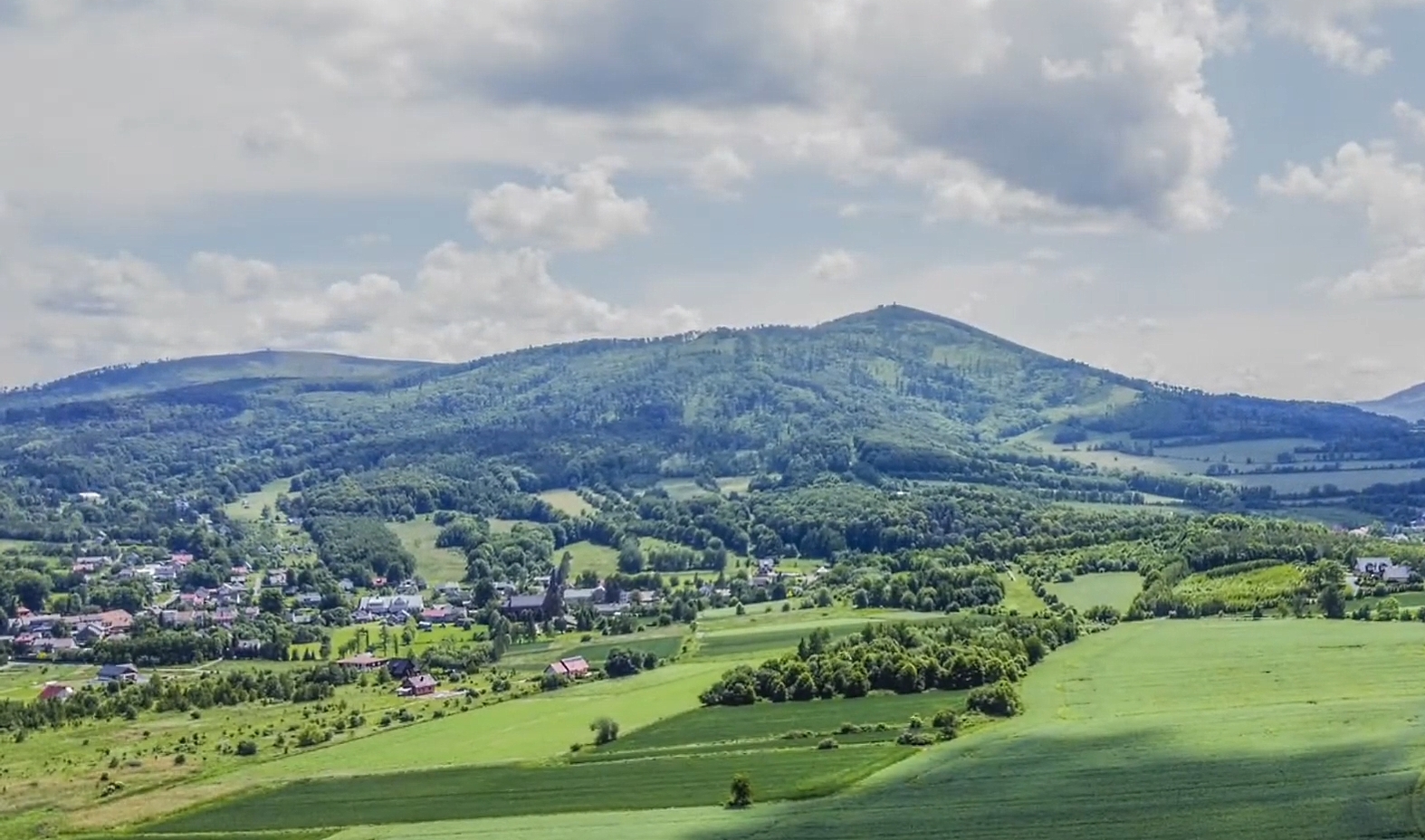
Biskupia Kopa – najwyższe wzniesienie nadleśnictwa

Nadleśnictwo Prudnik powstało w 1959 roku w wyniku przekształcenia ówczesnego Nadleśnictwa Głuchołazy z siedzibą w Polskim Świętowie. Willa przy ul. Dąbrowskiego 34 w Prudniku, w której znajduje się siedziba Nadleśnictwa Prudnik, została wzniesiona w 1900, a jej właścicielem był architekt miejski Schinol. W przeszłości budynek miał służyć za miejsce spotkań loży masońskiej.
Do 1971 na terenie obecnego Nadleśnictwa Prudnik funkcjonowały trzy nadleśnictwa: Prudnik, Szklary i Szczyty. Obszar tych nadleśnictw został utworzony w 5% z lasów własności państwowej, 20% z lasów własności miejskiej, 50% z lasów wielkich majątków ziemskich i 25% z upaństwowionych lasów prywatnych. 1 stycznia 1972 doszło do połączenia tych trzech nadleśnictw w jedno Nadleśnictwo Prudnik z trzema obrębami leśnymi: Prudnik, Szklary i Szczyty. W 1976 Nadleśnictwo Prudnik przekazało leśnictwo Gnojna (1451 ha) do Nadleśnictwa Tułowice, a leśnictwa Raków i Ponięcice do Nadleśnictwa Rudy Raciborskie. Jednocześnie, z trzech byłych obrębów utworzono dwa: Prudnik i Szklary. W 1979 przekazano ok. 100 ha gruntów do Nadleśnictwa Bardo Śląskie.
Uchwałą z 20 grudnia 2019 Rady Miejskiej Prudnika Nadleśnictwu Prudnik został nadany tytuł Zasłużonego dla Miasta i Gminy Prudnik, ze względu na jego wpływ na rozwój gospodarczy i turystyczny gminy Prudnik.

## Ochrona przyrody
Na terenie nadleśnictwa zlokalizowane są liczne obszary chronionej przyrody: Park Krajobrazowy Góry Opawskie, Rezerwat przyrody Przyłęk, Rezerwat przyrody Cicha Dolina, Rezerwat przyrody Dębniak, Rezerwat przyrody Śnieżyca, Rezerwat przyrody Olszak, Otmuchowsko-Nyski Obszar Chronionego Krajobrazu, Obszar Chronionego Krajobrazu Las Głubczycki, Obszar Chronionego Krajobrazu Rejon Mokre – Lewice, a także liczne pomniki przyrody.
Występują tu także w dużej ilości rośliny chronione. Spośród paprotników zlokalizowano stanowiska paprotki zwyczajnej, skrzypu olbrzymiego, widłaka goździstego oraz pióropusznika strusiego. Poza tym, występują tu przylaszczka pospolita, kłokoczka południowa, naparstnica zwyczajna, wawrzynek wilczełyko, dziewięćsił bezłodygowy, śnieżyczka przebiśnieg, śnieżyca wiosenna, ciemiężyca zielona, lilia złotogłów, buławnik mieczolistny, gnieźnik leśny, kukułka plamista oraz podkolan biały.

## Edukacja i turystyka

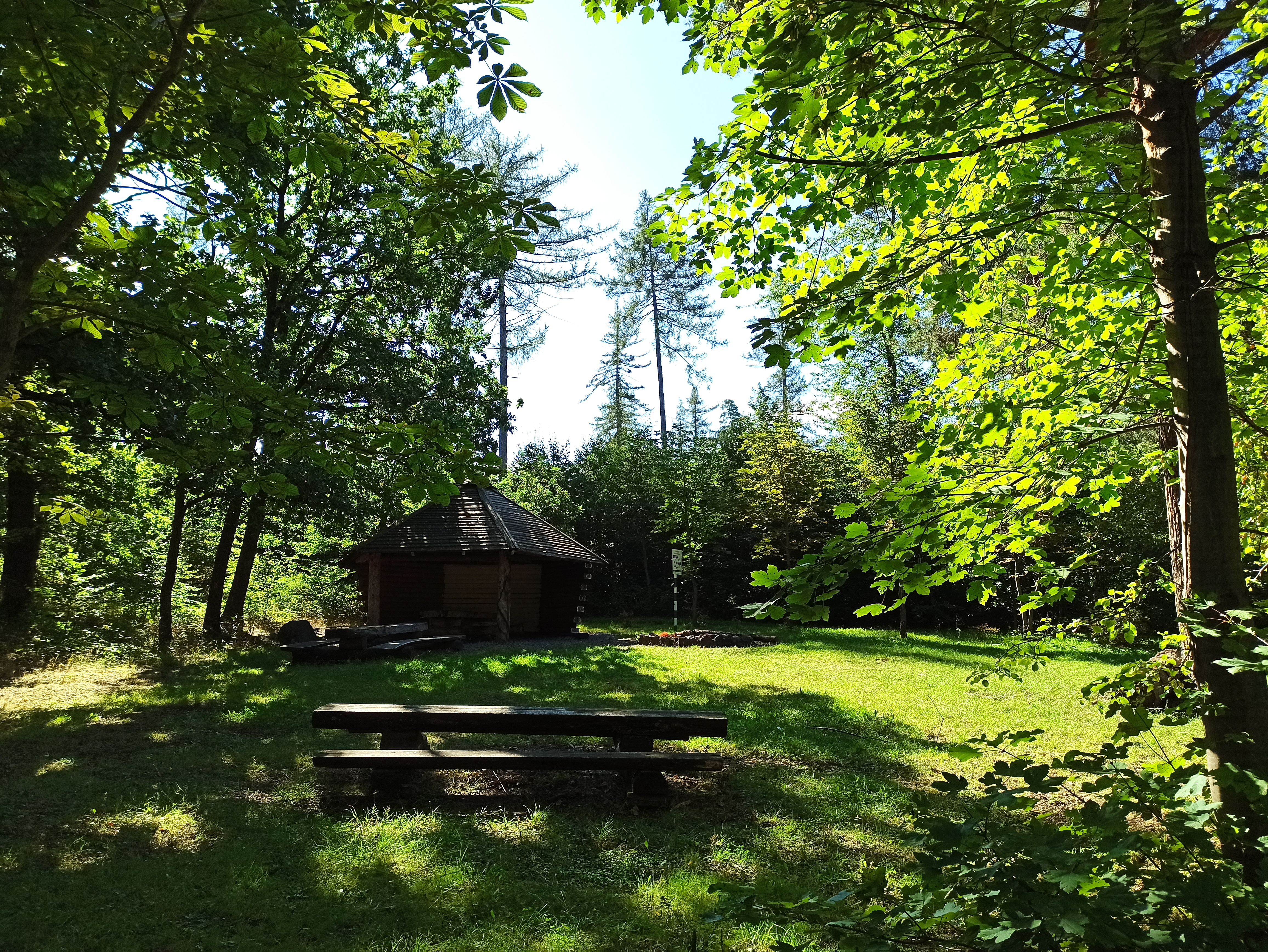
Parking leśny w Dębowcu

Na terytorium pod zarządem Nadleśnictwa Prudnik wyznaczono 22 miejsca, w których można rozpalać ogniska, a także wskazano pięć obszarów do nocowania w lesie. Przez obszar nadleśnictwa przebiega 240 km pieszych szlaków turystycznych, 11 km szlaków konnych, 13,7 km tras narciarstwa biegowego oraz ponad 600 km tras rowerowych. Nadleśnictwo posiada szkółki leśne w Moszczance, Opawicy, Wilemowicach, Trzebinie i Biechowie.
- ścieżka edukacyjna „Rezerwat Cicha Dolina”[12]
- ścieżka edukacyjna „Biskupi Las”[13]
- ścieżka dydaktyczna „Las Kubice”[14]
- ścieżka dydaktyczna „Las Biechowski”[15]